# 斯旺加德體育場
斯旺加德體育場（英語：Swangard Stadium）是一座位於英屬哥倫比亞省柏納比的綜合體育場。該體育場主要用於足球、橄欖球、加拿大式足球和田徑，體育場也是MLS Next Pro白浪FC二隊的主場。體育場於1969年4月26日啟用，可容納5288人。
體育場的名稱來自曾為建造體育場籌款的體育記者埃爾溫·斯旺加德。

## 外部連結
- City of Burnaby's information on the stadium （页面存档备份，存于）
- Information from Vancouver Whitecaps Official Site